# Minamoto no Michitomo
Minamoto no Michitomo (源 通具)
, (1171 - 13 octobre 1227) est un politique et poète japonais waka.
Minamoto no Michitomo est le deuxième fils du naidaijin Minamoto no Michichika et de la fille de Taira no Norimori. Il épouse en 1190 la poétesse Fujiwara no Toshinari no Musume, petite-fille et fille adoptée de Fujiwara no Toshinari,. En 1201, il devient sangi (conseiller) et plus tard dainagon puis élevé au deuxième rang de cour.
Il est un des compilateurs de l'anthologie impériale waka Shin Kokin Wakashū, achevée en 1205.

## Source de la traduction
- (de) Cet article est partiellement ou en totalité issu de l’article de Wikipédia en allemand intitulé « Minamoto no Michitomo » (voir la liste des auteurs).